# Chevillon-sur-Huillard
Chevillon-sur-Huillard é uma comuna francesa na região administrativa do Centro, no departamento Loiret. Estende-se por uma área de 19,31 km². Em 2010 a comuna tinha 1 477 habitantes (densidade: 76,5 hab./km²).